# Asociación Deportiva FAR (femenino)
La Asociación de Deportes de las Fuerzas Armadas Reales (ملكي ) , es un club de fútbol femenino profesional marroquí con sede en la capital de Marruecos (Rabat - Salé), que compite en el Campeonato Marroquí Femenino, la máxima categoría del fútbol marroquí. 
El club ha ganado el Campeonato Femenino de Marruecos en un récord de 11 veces.  El club está afiliado al equipo masculino de AS FAR, que ha estado jugando en el Botola desde sus inicios en 1958-1959. 
En el fútbol nacional, el club ha ganado 22 trofeos; 11 títulos del Campeonato de Marruecos femenino, 11 Copa del Trono Femenina de Marruecos. En competiciones internacionales, Asfar ha ganado 1 trofeo; 1 título de Liga de Campeones femenina de la CAF.

## Historia
El equipo ganó la liga nacional en 2021.
Posteriormente, ganaron el clasificatorio zonal de la UNAF que los clasificó para la Liga de Campeones Femenina CAF inaugural de 2021. 
En la Liga de Campeones Femenina CAF 2021 , ASFAR se clasificó a los octavos de final después de terminar segundo en la fase de grupos ganando contra Rivers Angels,  empatando contra Mamelodi Sundowns y perdiendo contra Vihiga Queens.  Perdieron 2-1 ante Hasaacas Ladies en la semifinal.  El 18 de noviembre, Asfar consiguió el tercer lugar al vencer al Malabo Kings por 3-1. 
El 11 de mayo de 2022, ASFAR obtuvo su décimo título de Campeonato Nacional . 
En la siguiente edición de la Liga de Campeones Femenina, la ASFAR se clasificó a los octavos de final tras finalizar primera en la fase de grupos ganando los tres partidos.  Derrotaron a Bayelsa Queens en la semifinal, para hacer su primera aparición en la final de la Liga de Campeones.  El 13 de noviembre de 2022, Asfar ganó su primera copa africana después de derrotar al Mamelodi Sundowns por 4-0 en la final de la Liga de Campeones Femenina CAF de 2022.  Después de ganar su trofeo continental, el rey Mohammed VI las felicitó por su heroica actuación al convertirse en el primer equipo marroquí y el primer norteafricano en ganar la liga de campeones femenina.  Después de su asombrosa actuación, ASFAR ha sido nombrado el segundo mejor club femenino de África para el año 2022 por la IFFHS , tras recibir un total de 152 puntos, mientras que el primer clasificado, el Mamelodi Sundowns Ladies de Sudáfrica , obtuvo 174 puntos.  El 1 de abril de 2023, Asfar derrotó al Sporting Casablanca 5-0 para ganar su novena copa del trono.  Ganaron la liga de 2023.  El 3 de octubre de 2023, Asfar derrotó al USS Berkane 8-0 para ganar su décima copa del trono.  El 14 de noviembre de 2023, Asfar fue nominado como Mejor Club Africano del Año 2023 por la CAF. 

## Participaciones del club
| Competiciones nacionales | Competiciones internacionales                                                             |
| - Campeonato de Marruecos (12): - Campeón : 2013, 2014, 2016, 2017, 2018, 2019, 2020, 2021, 2022, 2023, 2024, 2025 - Vicecampeón : 2015 - Copa del Trono (11): - Ganador : 2013, 2014, 2015, 2016, 2017, 2018, 2019, 2020, 2021, 2022, 2023 | - Liga de Campeones CAF (1) : - Ganador : 2022 - Torneo UNAF (2) : - Ganador : 2021, 2024 |